# Броновски, Джейкоб
Джейкоб Броновски (англ. Jacob Bronowski; 18 января 1908, Лодзь — 22 августа 1974, Ист-Хамптон, штат Нью-Йорк) — британский математик, биолог и историк науки. Наиболее известен как ведущий и автор документального сериала производства BBC «Восхождение человека» (1973).
Броновски родился в городе Лодзь в 1908 году, в еврейской семье. Во время Первой мировой войны его семья переехала в Германию, а в 1920 году в Англию. Он получил докторскую степень по математике в 1933 году в Кембриджском университете. С 1934 по 1942 год преподавал математику в Университете Халла.
Во время второй войны Броновски работал над математическими подходам к стратегиям бомбардировок для военно-воздушных сил Великобритании. В конце войны он был включен в группу британских экспертов, посетивших Японию для изучения последствий атомных бомбардировок Хиросимы и Нагасаки. Этот опыт подтолкнул его, как и многих физиков того времени, включая его друга Лео Силарда, к изучению биологии для понимания природы жестокости.  С 1964 года Броновски был ассоциированным директором Института Салка.
Броновски умер от сердечного приступа в 1974 году в Ист-Хамптоне, Нью-Йорк, через год после выхода «Восхождения человека».
Дочь — британский историк Лиза Энн Броновски (в замужестве Джардин, 1944—2015), в первом браке замужем за математиком и философом науки Ником Джардином (Nick Jardine).